# Традиционалистичка архитектура XX века
Конзервативна архитектура 20. века описана још као традиционална архитектура антимодернистичка из 20. века стоји у опозицији модерној архитектури и реакција је на њене идеје.
Антимодернизам је настао у Европи и у Америци уз повезивање за узоре и историзујуће форме и није акцептирала апстрактне форме у архитектури. У противљењу се модернизму овде се потеже за традиционалним и локалним уз коришћење традиционалних материјала уз употребу симетрије и неретко монументализма.
У годинама 30. тим до 50. тим у тоталитаристичким режимима у Савезу Совјетских Социјалистичких Република и у нацистичким и фашистичким државама развија се архитектура која је у опозицији са модерном архитектуром. 1937. године је за архитектуру Берлина задужан архитекта Алберт Шпер и за њега је класицизам узор и мерило савремене архитектуре. Инспирисан овим стилом Шпер реализује неке зграде у Нирнбергу, а и немачки павиљон на изложби у Паризу 1937. године. Хаинрих Берншове зграде творнице Опел у Бранденбургу могу се сматрати генерално као декаденција.
У Совијетском Савезу долази до стагнације развоја и до негације толико до тада револуционарних идеја у развоју архитектури и грандиозни пројекат Ле Корбизијеа из 1931. године за палату врховног совијета се не реализује и даљи пут одређују архитекти који су кренули у обрачун са интернационализмом нових снага. Мноштвом архајских мотива и укреса совијетске се зграде настављају на форме архитектуре прошлих стилова тако позориште у Москви (1940) има у основи петокраку звезду и трем са аркадама у неоклазицизму се огледа спој у нову целину са новом држевом.
Форме историцизма са својим програмима јављају се у Италији, Немачкој и Француској тако и у другим земљама и усмерене су прозив „интернационалног стила“ који произилази из конкретних задатака у решавању објеката и потреба човека.

## Изабрани представници:
- Пол Бонац („Paul Bonatz“)
- Борис Жофан („Borys Jofan“)
- Вернер Марх („Werner March“)
- Лев Рудњев („Lew Rudniew“)
- Алберт Шпер („Albert Speer“)
- Пол Труст („Paul Ludwig Troost“)